# Julian Michel
Julian Michel (Échirolles, 19 februari 1992) is een Frans voetballer die als middenvelder speelt. Sinds juli 2020 zit hij zonder club.

## Clubcarrière
Michel verruilde in 2013 het tweede elftal van Lille OSC om zijn kans te wagen bij het Belgische Royal Mouscron-Péruwelz, dat op dat moment in de tweede klasse speelde. Aan het eind van het seizoen 2013/14 slaagde RMP erin om zich via de eindronde te verzekeren van promotie. Michel debuteerde op 27 juli 2014 in de Jupiler Pro League tegen RSC Anderlecht, dat met 3-1 won van de promovendus. In 2016 tekende hij bij Waasland-Beveren. In 2017 trok de Fransman naar KSC Lokeren. In Michels eerste seizoen met Lokeren was hij een vaste waarde. Na dit seizoen speelde hij geen enkele wedstrijd meer voor Lokeren. Hij bleef echter wel tot juni 2020 op de loonlijst van de club staan. Al in januari 2019 werd hij naar de B-kern verwezen. Hier zou hij het komende anderhalf jaar verblijven. Uiteindelijk zou hij zijn laatste wedstrijd voor de Waaslanders spelen op 23 mei 2018, toen Lokeren na strafschoppen in de halve finale van de eindronde voor Europees voetbal verloor van Zulte Waregem.

## Statistieken
| Seizoen | Club                      | Land      | Competitie         | Duels | Doelp. |
| ------- | ------------------------- | --------- | ------------------ | ----- | ------ |
| 2012/13 | Lille OSC                 | Frankrijk | Ligue 1            | 0     | 0      |
| 2013/14 | → Royal Mouscron-Péruwelz | België    | Proximus League    | 25    | 5      |
| 2014/15 | Royal Mouscron-Péruwelz   | België    | Jupiler Pro League | 29    | 2      |
| 2015/16 | Royal Mouscron-Péruwelz   | België    | Jupiler Pro League | 28    | 4      |
| 2016/17 | Royal Mouscron-Péruwelz   | België    | Jupiler Pro League | 1     | 0      |
| 2016/17 | Waasland-Beveren          | België    | Jupiler Pro League | 24    | 0      |
| 2017/18 | Waasland-Beveren          | België    | Jupiler Pro League | 1     | 0      |
| 2017/18 | KSC Lokeren               | België    | Jupiler Pro League | 23    | 1      |
| 2018/19 | KSC Lokeren               | België    | Jupiler Pro League | 0     | 0      |
| 2019/20 | KSC Lokeren               | België    | Proximus League    | 0     | 0      |
| Totaal  | Totaal                    | Totaal    | Totaal             | 131   | 12     |